# Папульский парк
Па́пульский парк — парк на гранитном холме (горе) Па́пуле в Центральном микрорайоне города Выборга.

## История
Территория нынешнего парка до присоединения к городу была частью имения, первым известным владельцем которого был наместник Выборгского лена Карл Кнутсон Бонде. В 1448 году он стал королём Швеции и подарил имение Найстенкайво католическому выборгскому монастырю доминиканцев. Но в ходе Реформации владения монастыря были секуляризованы, и с 1563 года район Найстенкайво перешёл к городу Выборгу. Уже под 1593 годом упоминается общегородское пастбище под названием Папула.
В литературе приводятся различные версии происхождения названия района и горы, одна из которых связана с употреблением латинского языка католической церковью: по-латыни одно из значений слова «papula» — «выпуклость, возвышенность».
В XIX веке район застраивается в соответствии с городским планом, разработанным в 1861 году выборгским губернским землемером Б. О. Нюмальмом, и гора Папула становится популярном местом отдыха горожан. Одной из её достопримечательностей, упоминаемых в немецко- и шведоязычных изданиях того времени, стал огромный гранитный валун «Сахарная голова» (нем. Zuckerhut, швед. Sockertoppen) на южном склоне горы. На западном склоне в 1870-е годы коммерции советник Вильгельм Роте построил стадион и передал его городу в 1875 году. А в 1886 году на деньги выборгского банкира Вильгельма Бурьяма, возглавлявшего Банк Северных стран, по плану стокгольмского садового архитектора Вильгельма Рюдберга главным садовником Выборга К. М. Рамстрёмом на горе был разбит парк.
В центре парка на вершине горы в 1887—1888 годах была возведена деревянная обзорная башня, в 1905 году заменённая металлической. С двух смотровых площадок пятнадцатиметровой башни с винтовой лестницей и флюгером на крыше открывался отличный вид на город с тридцатипятиметровой высоты. Неподалёку в 1892 году появилось гранитное здание водонапорной башни, на которой также находилась смотровая площадка. В начале XX века работы по благоустройству парка продолжило выборгское отделение Финского туристического общества, в связи с чем гора Папула получила второе название «гора Туристов». Возле башни туристическим обществом в 1908—1909 годах был построен летний деревянный безалкогольный ресторан «Папульский павильон» по проекту У. Ульберга и А. Гюльдена. В 1912 году к парку была подведена трамвайная линия (первая в городе).

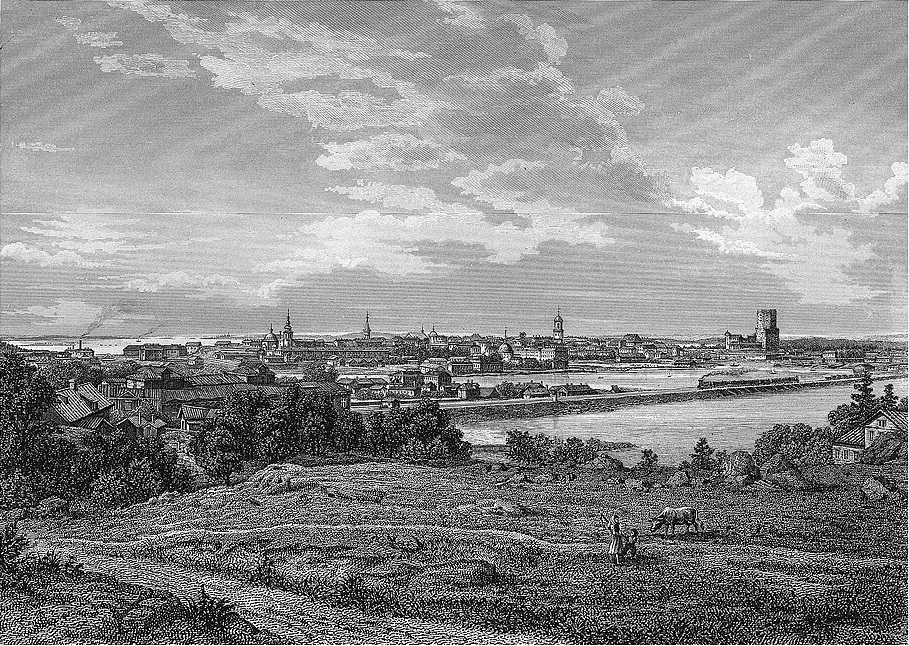
Вид на город с пастбища. Гравюра XIX века
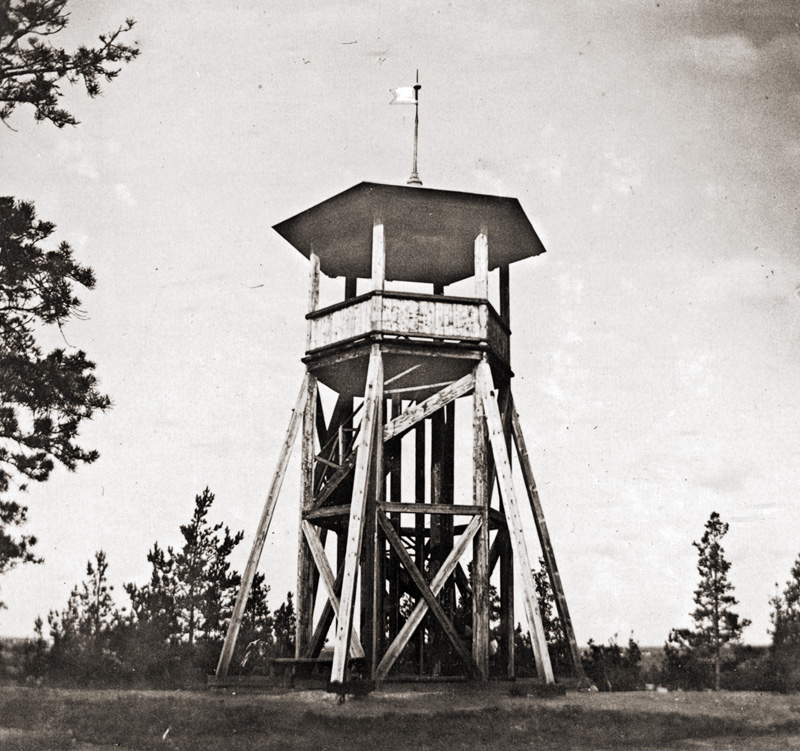
Первая деревянная обзорная вышка
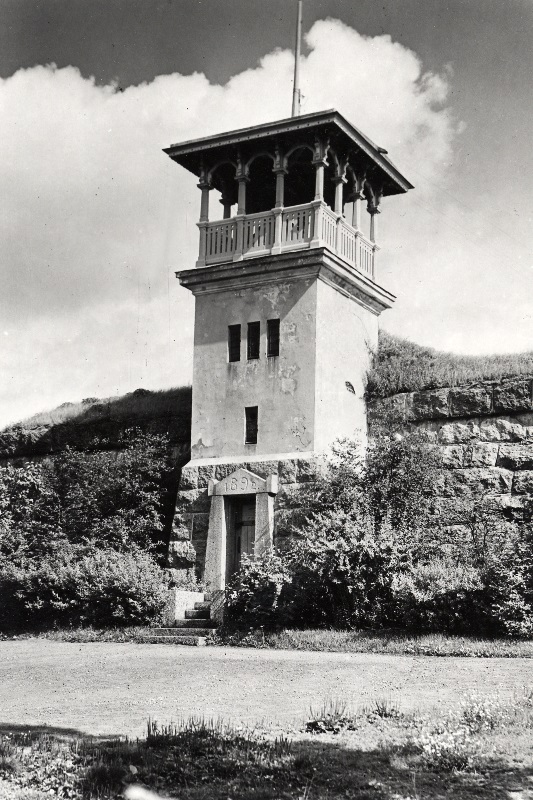
Обзорная вышка водонапорной башни

После провозглашения независимости Финляндии в 1918 году в ходе Гражданской войны в Финляндии здание ресторана сгорело (восстановлено оно было в 1928 году архитектором Т. Лёюскя); тогда же в парке появились могилы погибших финских красногвардейцев и гражданского населения, но затем останки расстрелянных были перенесены за черту города, на так называемое «Собачье кладбище».
В мирное время парк был местом активного отдыха. Помимо стадиона, на горе имелись лыжные трамплины, бобслейная трасса и другие спортивные сооружения, на которых проводились общефинляндские спортивные соревнования. В 1922 году был построен комплекс концертных площадок, активно использовавшихся для выступлений хоровых коллективов. Летний театр, в частности, был популярной площадкой для первомайских культурно-массовых мероприятий. Вдоль живописных тропинок парка стояли скамейки, встречались здесь и сложенные из камней мостики с перилами из тонких стволов деревьев.

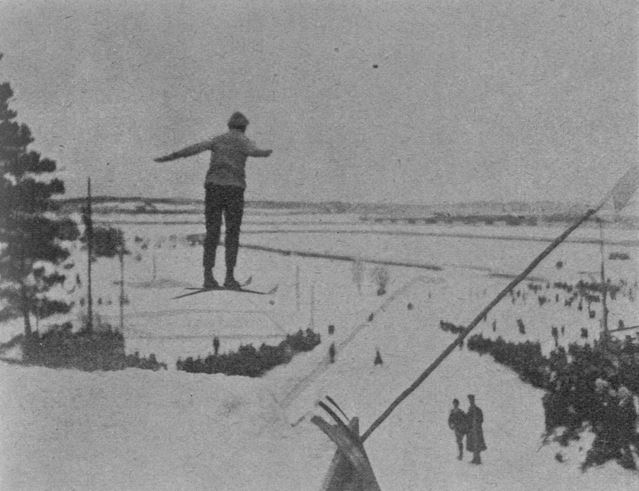
На зимних спортивных соревнованиях. 1910 год
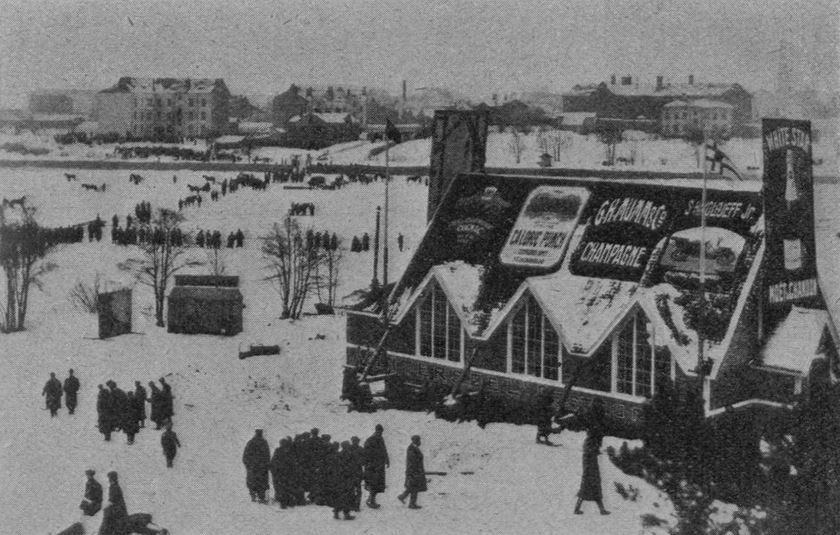
Здание ресторана в ходе зимних спортивных соревнований. 1910 год
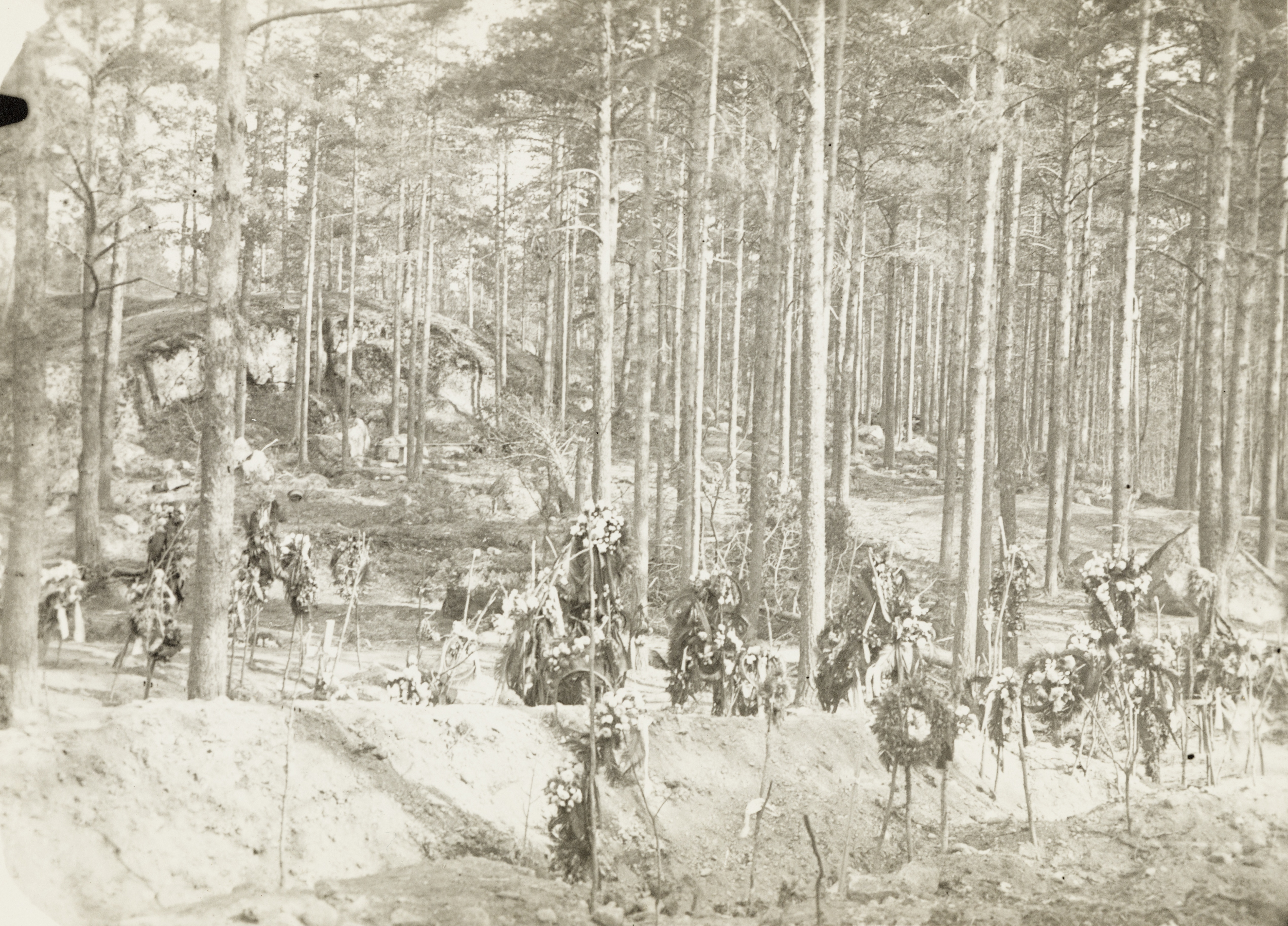
Могилы красногвардейцев. 1918 год

В 1940 году после Советско-финской войны (1939—1940) парк перешёл в ведение советских военных властей, которые занялись вырубкой деревьев для своих нужд. Гражданские власти добились передачи парка от военного ведомства городу, отнесли его в охраняемую зону и приняли решение восстановить «Виипурский парк» в качестве парка культуры и отдыха к июлю 1941 года. Однако этим планам помешала Великая Отечественная война, которая нанесла большой урон парковым сооружениям. Работы по благоустройству «парка Железнодорожников», проводившиеся в послевоенное время, не носили широкомасштабного характера: центральный парк культуры и отдыха разместился в другом месте, и единственным функционирующим сооружением довоенного времени остался стадион, получивший название «Локомотив». В 1966 году на вершине горы была установлена ажурная вышка телевизионного ретранслятора. А в 2016 году, несмотря на присвоенный статус объекта культурного наследия, территория парка оказалась разделённой надвое из-за прокладки нового шоссе.

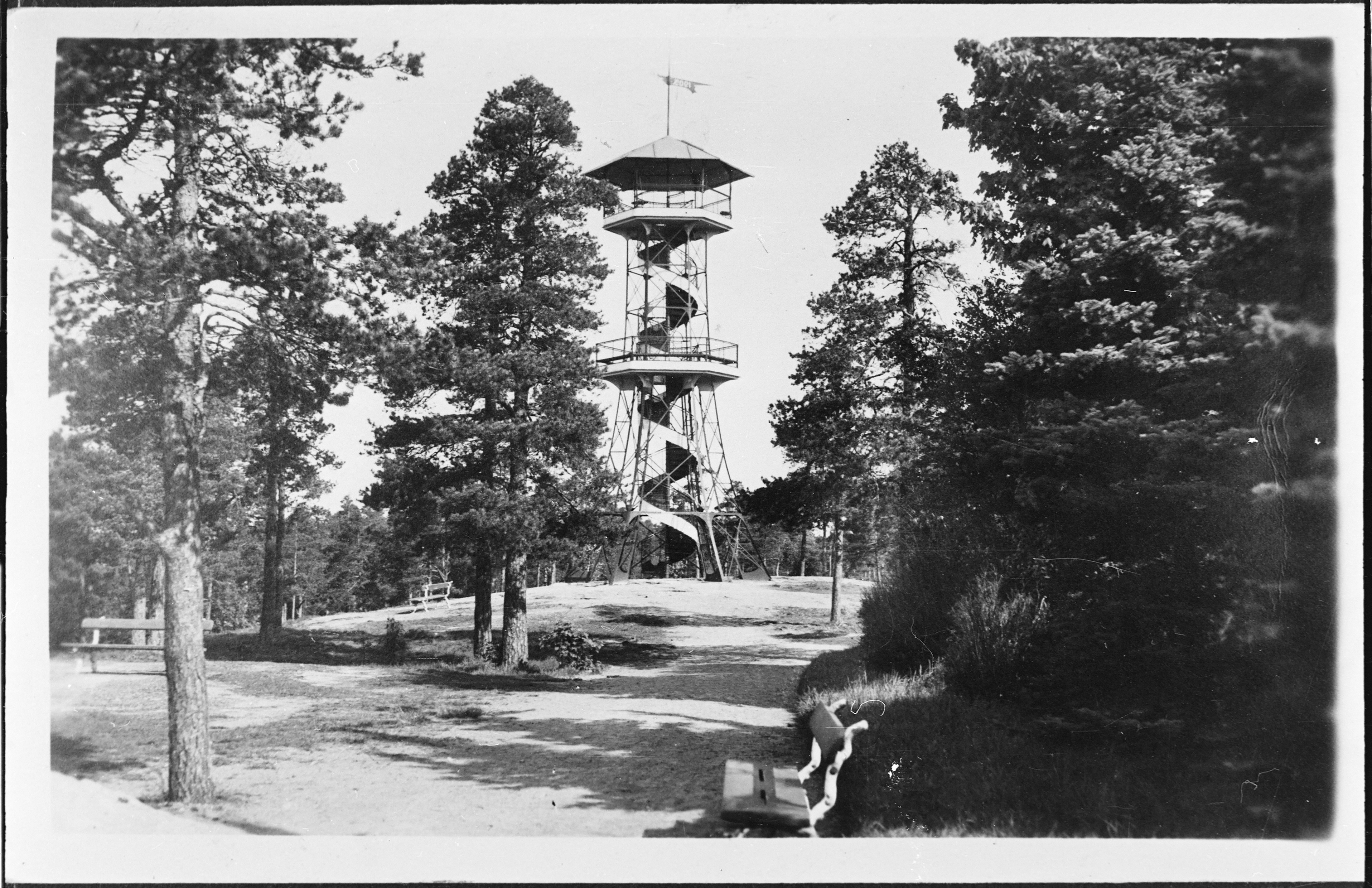
Обзорная башня в 1930-е годы
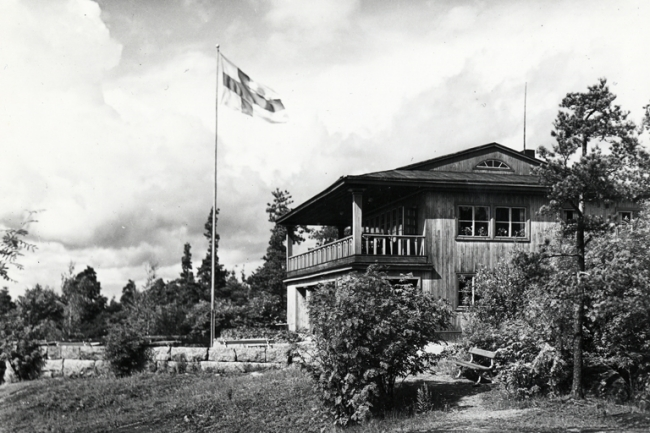
Папульский павильон в 1930-е годы
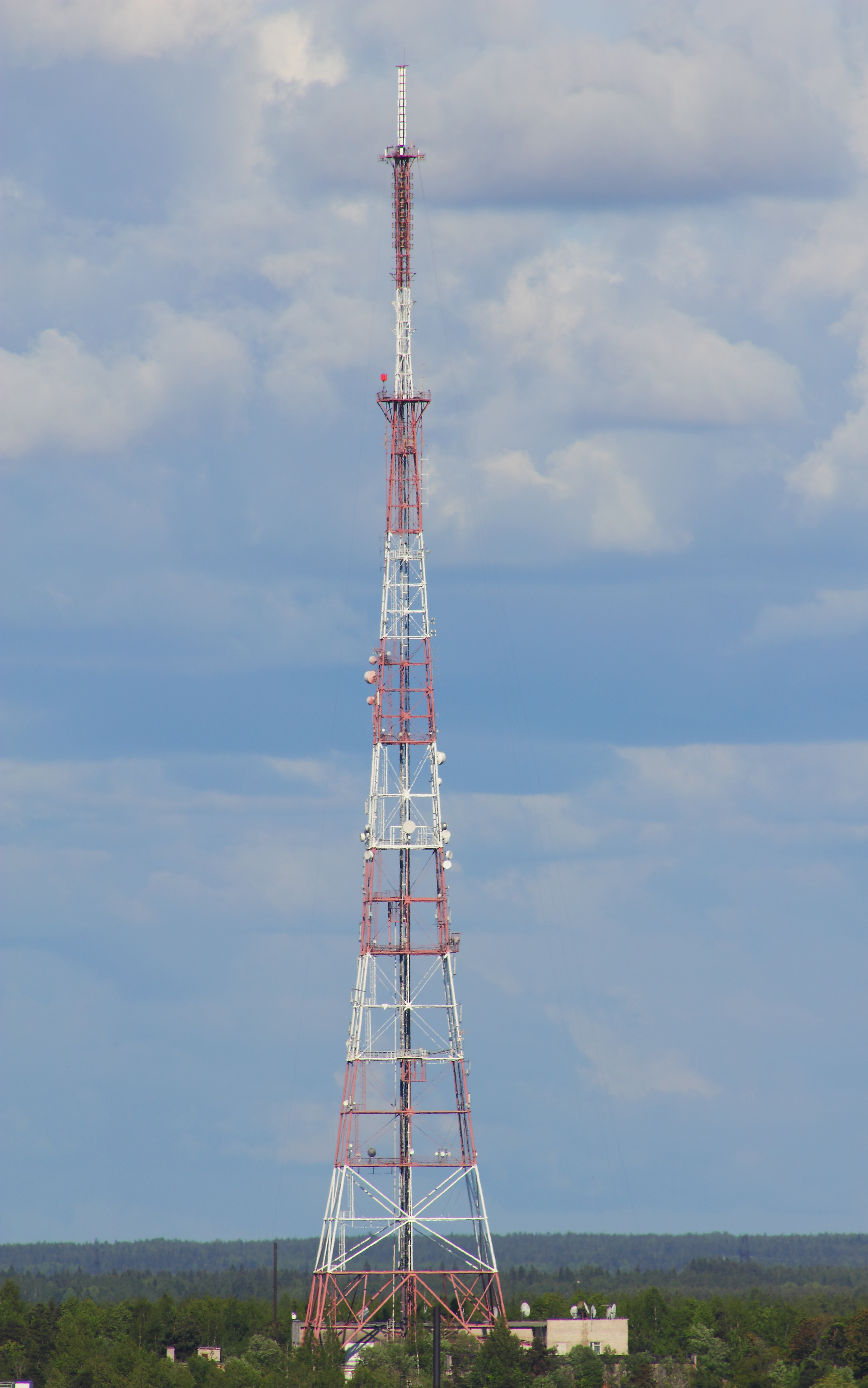
Башня телевизионного ретранслятора